# Emilio Correa (boxe anglaise, 1985)
Ne doit pas être confondu avec Emilio Correa (boxe anglaise, 1953).
Emilio Correa est un boxeur cubain né le 12 octobre 1985 à La Havane.

## Carrière
Médaillé de bronze dans la catégorie poids moyens aux championnats du monde amateur de Mianyang en 2005 puis médaillé d'or aux Jeux panaméricains de Rio en 2007, il remporte la médaille d'argent aux Jeux olympiques de Pékin en 2008. 

## Parcours auxJeux olympiques
Jeux olympiques d'été de 2008 à Pékin (poids moyens) :
- Bat Jarrod Fletcher (Australie) 17-4
- Bat Sergiy Derevyanchenko (Ukraine) 18-4
- Bat Elshod Rasulov (Ouzbékistan) 9-7
- Bat Vijender Singh (Inde) 8-5
- Perd contre James DeGale (Grande-Bretagne) 14-16